# AEGON International 2017 - Qualificazioni singolare femminile
Le qualificazioni del singolare dell'AEGON International 2017 sono state un torneo di tennis preliminare per accedere alla fase finale della manifestazione. Le vincitrici dell'ultimo turno sono entrate di diritto nel tabellone principale. In caso di ritiro di una o più giocatrici aventi diritto a queste sono subentrate le lucky loser, ossia le giocatrici che hanno perso nell'ultimo turno ma che avevano una classifica più alta rispetto alle altre partecipanti che avevano comunque perso nel turno finale.

## Teste di serie
1. Lauren Davis (ultimo turno, Lucky loser)
2. Mona Barthel (qualificata)
3. Lara Arruabarrena (qualificata)
4. Sorana Cîrstea (ultimo turno, Lucky loser)
5. Duan Yingying (qualificata)
6. Varvara Lepchenko (qualificata)

1. Sara Errani (primo turno)
2. Francesca Schiavone (qualificata)
3. Risa Ozaki (ultimo turno, Lucky loser)
4. Markéta Vondroušová (primo turno)
5. Mandy Minella (primo turno, ritirata)
6. Kirsten Flipkens (primo turno)

## Qualificate
1. Francesca Schiavone
2. Mona Barthel
3. Lara Arruabarrena

1. Hsieh Su-wei
2. Duan Yingying
3. Varvara Lepchenko

### Lucky loser
1. Sorana Cîrstea
2. Risa Ozaki
3. Verónica Cepede Royg

1. Kristína Kučová
2. Lauren Davis
3. Tsvetana Pironkova

## Tabellone

### Legenda
| - Q = Qualificato - WC = Wild card - LL = Lucky loser | - ALT = Alternate - SE = Special Exempt - PR = Protected Ranking | - w/o = Walkover - r = Ritirato - d = Squalificato |

### Sezione 1
|  | Primo turno | Primo turno         | Primo turno         | Primo turno | Primo turno |  |  | Ultimo turno | Ultimo turno        | Ultimo turno | Ultimo turno | Ultimo turno |  |
|  |             |                     |                     |             |             |  |  |              |                     |              |              |              |  |
|  | 1           | Lauren Davis        | Lauren Davis        | 6           | 6           |  |  |              |                     |              |              |              |  |
|  | WC          | Gabriella Taylor    | Gabriella Taylor    | 0           | 2           |  |  | 1            | Lauren Davis        | 3            | 6            | 1            |  |
|  | WC          | Harriet Dart        | Harriet Dart        | 2           | 2           |  |  | 8            | Francesca Schiavone | 6            | 0            | 6            |  |
|  | 8           | Francesca Schiavone | Francesca Schiavone | 6           | 6           |  |  |              |                     |              |              |              |  |

### Sezione 2
|  | Primo turno | Primo turno         | Primo turno | Primo turno | Primo turno |  |  | Ultimo turno | Ultimo turno    | Ultimo turno    | Ultimo turno | Ultimo turno |  |
|  |             |                     |             |             |             |  |  |              |                 |                 |              |              |  |
|  | 2           | Mona Barthel        | 3           | 7           | 7           |  |  |              |                 |                 |              |              |  |
|  |             | Beatriz Haddad Maia | 6           | 6           | 5           |  |  | 2            | Mona Barthel    | Mona Barthel    | 6            | 7            |  |
|  |             | Kristína Kučová     | 7           | 65          | 2           |  |  |              | Kristína Kučová | Kristína Kučová | 2            | 5            |  |
|  | 11          | Mandy Minella       | 63          | 7           | 0r          |  |  |              |                 |                 |              |              |  |

### Sezione 3
|  | Primo turno | Primo turno         | Primo turno         | Primo turno | Primo turno |  |  | Ultimo turno | Ultimo turno       | Ultimo turno | Ultimo turno | Ultimo turno |  |
|  |             |                     |                     |             |             |  |  |              |                    |              |              |              |  |
|  | 3           | Lara Arruabarrena   | 5                   | 6           | 7           |  |  |              |                    |              |              |              |  |
|  |             | Richèl Hogenkamp    | 7                   | 1           | 62          |  |  | 3            | Lara Arruabarrena  | 3            | 6            | 6            |  |
|  |             | Tsvetana Pironkova  | Tsvetana Pironkova  | 6           | 6           |  |  |              | Tsvetana Pironkova | 6            | 2            | 2            |  |
|  | 10          | Markéta Vondroušová | Markéta Vondroušová | 2           | 2           |  |  |              |                    |              |              |              |  |

### Sezione 4
|  | Primo turno | Primo turno      | Primo turno    | Primo turno | Primo turno |  |  | Ultimo turno | Ultimo turno   | Ultimo turno   | Ultimo turno | Ultimo turno |  |
|  |             |                  |                |             |             |  |  |              |                |                |              |              |  |
|  | 4           | Sorana Cîrstea   | Sorana Cîrstea | 6           | 6           |  |  |              |                |                |              |              |  |
|  |             | Liu Fangzhou     | Liu Fangzhou   | 1           | 2           |  |  | 4            | Sorana Cîrstea | Sorana Cîrstea | 63           | 1            |  |
|  |             | Hsieh Su-wei     | 5              | 7           | 7           |  |  |              | Hsieh Su-wei   | Hsieh Su-wei   | 7            | 6            |  |
|  | 12          | Kirsten Flipkens | 7              | 6           | 5           |  |  |              |                |                |              |              |  |

### Sezione 5
|  | Primo turno | Primo turno          | Primo turno          | Primo turno | Primo turno |  |  | Ultimo turno | Ultimo turno         | Ultimo turno         | Ultimo turno | Ultimo turno |  |
|  |             |                      |                      |             |             |  |  |              |                      |                      |              |              |  |
|  | 5           | Duan Yingying        | 64                   | 6           | 7           |  |  |              |                      |                      |              |              |  |
|  | WC          | Katy Dunne           | 7                    | 4           | 63          |  |  | 5            | Duan Yingying        | Duan Yingying        | 7            | 6            |  |
|  |             | Verónica Cepede Royg | Verónica Cepede Royg | 6           | 6           |  |  |              | Verónica Cepede Royg | Verónica Cepede Royg | 65           | 2            |  |
|  | 7           | Sara Errani          | Sara Errani          | 1           | 2           |  |  |              |                      |                      |              |              |  |

### Sezione 6
|  | Primo turno | Primo turno       | Primo turno       | Primo turno | Primo turno |  |  | Ultimo turno | Ultimo turno      | Ultimo turno      | Ultimo turno | Ultimo turno |  |
|  |             |                   |                   |             |             |  |  |              |                   |                   |              |              |  |
|  | 6           | Varvara Lepchenko | Varvara Lepchenko | 6           | 7           |  |  |              |                   |                   |              |              |  |
|  | WC          | Katie Swan        | Katie Swan        | 1           | 63          |  |  | 6            | Varvara Lepchenko | Varvara Lepchenko | 6            | 6            |  |
|  | Alt         | Jacqueline Cako   | Jacqueline Cako   | 5           | 0           |  |  | 9            | Risa Ozaki        | Risa Ozaki        | 4            | 4            |  |
|  | 9           | Risa Ozaki        | Risa Ozaki        | 7           | 6           |  |  |              |                   |                   |              |              |  |